# 柏林 (喬治亞州)
柏林（英語：Berlin）是一個位於美國喬治亞州科爾奎特縣的城鎮。

## 地理
柏林的座標為31°04′03″N 83°37′25″W / 31.06750°N 83.62361°W，而該地的平均海拔高度為79米（即259英尺）。

## 人口
根據2010年美國人口普查的數據，柏林的面積為1.90平方千米，當中陸地面積為1.90平方千米，而水域面積為0.00平方千米。當地共有人口551人，而人口密度為每平方千米290人。